# Данска на Светском првенству у атлетици у дворани 2014.
Данска је учествовала на Светском првенству у атлетици у дворани 2014. одржаном у Сопоту од 7. до 9. марта петнаести пут, односно на свим првенствима до данас. Репрезентацију Данске представљала су два атлетичара (1 мушкарац и 1 жена), који су се такмичили у две дисциплине.
На овом првенству Данска није освојила ниједну медаљу али је остварен један лични рекорд.

## Учесници
| Мушкарци: - Ник Екелунд-Аренандер — 400 м | Жене: - Стине Трест — 800 м |  |

## Резултати

### Мушкарци
| Атлетичар             | Дисциплина | Лични рекорд | Квалификација | Квалификација | Полуфинале           | Полуфинале           | Финале               | Финале       | Детаљи |
| Атлетичар             | Дисциплина | Лични рекорд | Резултат      | Место         | Резултат             | Место                | Резултат             | Место        | Детаљи |
| --------------------- | ---------- | ------------ | ------------- | ------------- | -------------------- | -------------------- | -------------------- | ------------ | ------ |
| Ник Екелунд-Аренандер | 400 м      | 46,31 НР     | 46,68         | 3. у гр. 5    | Није се квалификовао | Није се квалификовао | Није се квалификовао | 11 / 25 (27) |        |

### Жене
| Атлетичарка | Дисциплина | Лични рекорд | Квалификација | Квалификација | Финале                | Финале       | Детаљи |
| Атлетичарка | Дисциплина | Лични рекорд | Резултат      | Место         | Резултат              | Место        | Детаљи |
| ----------- | ---------- | ------------ | ------------- | ------------- | --------------------- | ------------ | ------ |
| Стине Трест | 800 м      | 2:03,46      | 2:02,95 ЛР    | 5. у гр. 2    | Није се квалификовала | 11 / 29 (30) |        |